# Volleybal op de Olympische Zomerspelen 2020

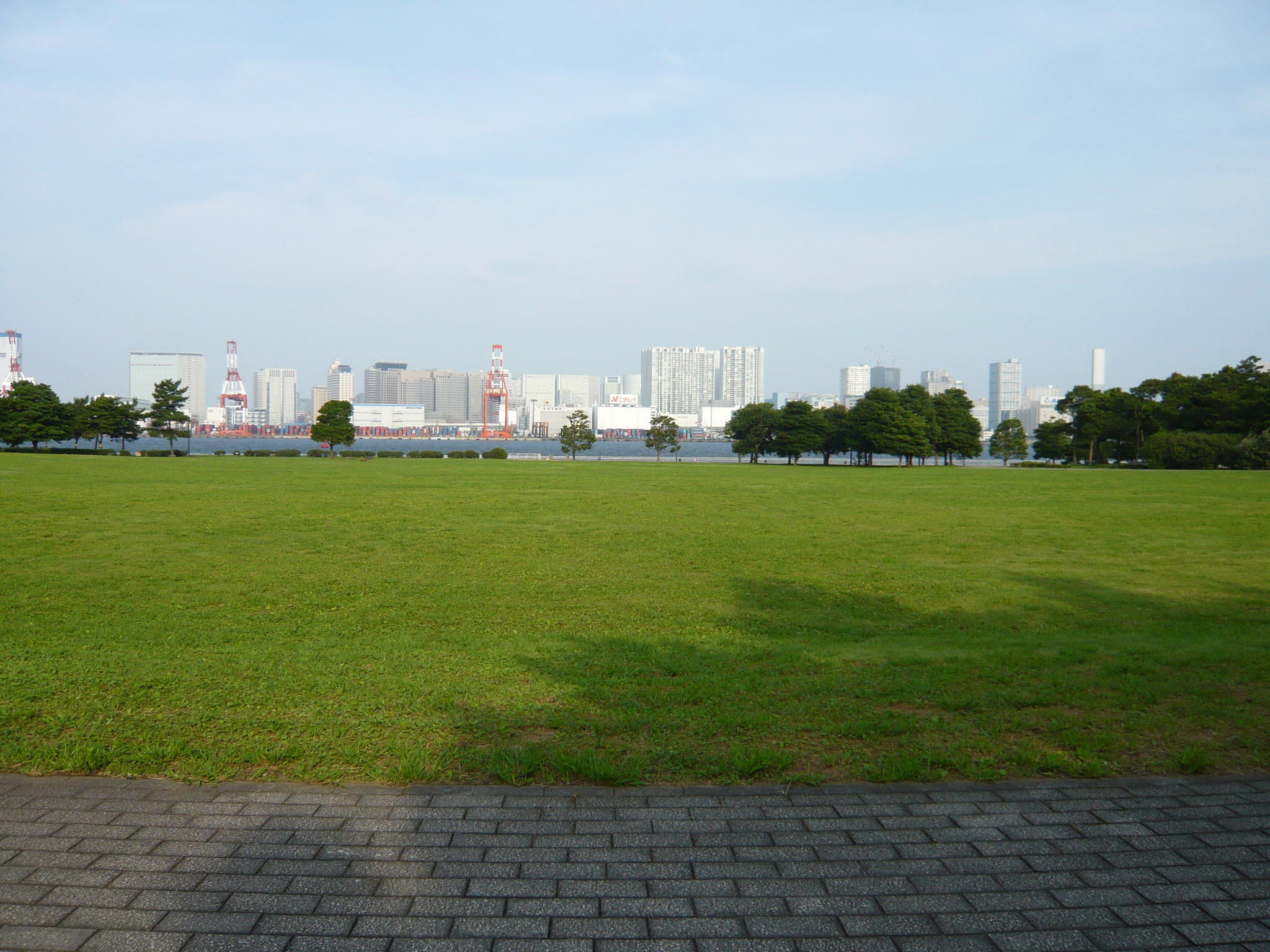
In het Shiokazepark (2007) werd een tijdelijk stadion gebouwd voor de beachvolleybalwedstrijden.

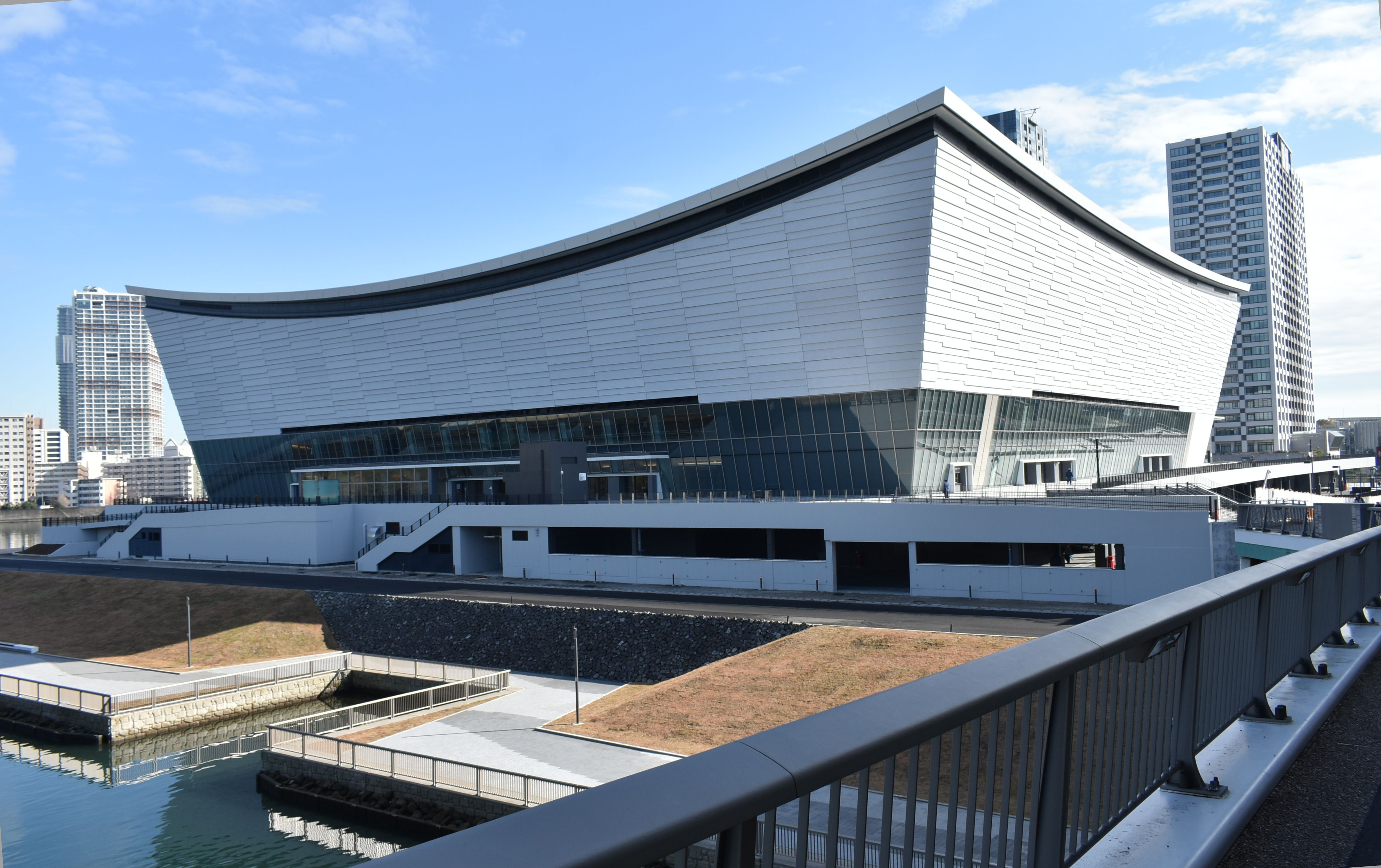
De Ariake Arena (2019) was de speellocatie voor het zaalvolleybal.

Ariake Arena van binnen

Volleybal is een van de sporten die werd beoefend tijdens de Olympische Zomerspelen 2020 in Tokio. Het deelnemersveld bestond in totaal uit 384 atleten, verspreid over vier evenementen. Aan het beachvolleybal deden zowel bij de mannen als de vrouwen 24 tweetallen mee; aan beide zaalvolleybaltoernooien namen twaalf nationale ploegen van twaalf spelers deel. De onderdelen vonden plaats in Rinkai-fukutoshin in de Baai van Tokio. De wedstrijden van het beachvolleybal werden gehouden in het Shiokazepark op het eiland Odaiba, terwijl de Ariake Arena in het gelijknamige district de speellocatie voor het zaalvolleybal was.

## Kwalificatie

### Beachvolleybal
Bij zowel de mannen als de vrouwen waren er 24 plaatsen voor het olympisch beachvolleybaltoernooi. Elk Nationaal Olympisch Comité (NOC) mocht per evenement maximaal twee teams afvaardigen. Gastland Japan was verzekerd van de deelname van minimaal een tweetal aan beide evenementen. De overige 23 plaatsen waren open voor kwalificatie waarbij een quotaplaats voor een NOC gold en niet voor een afzonderlijk team. Bij de wereldkampioenschappen in Hamburg en het internationaal olympisch kwalificatietoernooi in Haiyang waren in 2019 respectievelijk één en twee quotaplaatsen te verdienen. Vijftien quotaplaatsen werden vergeven op basis van de olympische ranglijst per 15 juni 2020 en de resterende vijf plaatsen waren te verdienen bij de continentale olympische kwalificatietoernooien.

#### Mannen
| Toernooi                                      | Datum                  | Locatie       | Plaatsen | Gekwalificeerd |
| --------------------------------------------- | ---------------------- | ------------- | -------- | --- |
| Gastland                                      | 7 september 2013       | –             | 1        | Japan |
| Wereldkampioenschappen beachvolleybal         | 28 juni – 7 juli 2019  | Hamburg       | 1        | Russische ploeg |
| Internationaal olympisch kwalificatietoernooi | 18 – 22 september 2019 | Haiyang       | 2        | Italië Letland |
| Olympische ranglijst                          | 13 juni 2021           | –             | 15       | Noorwegen Qatar Brazilië Polen Nederland Brazilië Duitsland Russische ploeg Tsjechië Verenigde Staten Spanje Polen Italië Chili |
| Olympisch kwalificatietoernooi AVC            | 21 – 27 juni 2021      | Nakhon Pathom | 1        | Australië |
| Olympisch kwalificatietoernooi CAVB           | 21 – 27 juni 2021      | Agadir        | 1        | Marokko |
| Olympisch kwalificatietoernooi CEV            | 21 – 27 juni 2021      | Den Haag      | 1        | Zwitserland |
| Olympisch kwalificatietoernooi CSV            | 21 – 27 juni 2021      | Santiago      | 1        | Argentinië |
| Olympisch kwalificatietoernooi NORCECA        | 21 – 27 juni 2021      | Colima        | 1        | Mexico |
| Totaal                                        |                        |               | 24       | |

#### Vrouwen
| Toernooi                                      | Datum                  | Locatie       | Plaatsen | Gekwalificeerd |
| --------------------------------------------- | ---------------------- | ------------- | -------- | --- |
| Gastland                                      | 7 september 2013       | –             | 1        | Japan |
| Wereldkampioenschappen beachvolleybal         | 28 juni – 7 juli 2019  | Hamburg       | 1        | Canada |
| Internationaal olympisch kwalificatietoernooi | 18 – 22 september 2019 | Haiyang       | 2        | Letland Spanje |
| Olympische ranglijst                          | 13 juni 2021           | –             | 15       | Verenigde Staten Brazilië Australië Verenigde Staten Zwitserland Russische ploeg Canada Zwitserland Nederland China Tsjechië Duitsland Italië |
| Olympisch kwalificatietoernooi AVC            | 21 – 27 juni 2021      | Nakhon Pathom | 1        | China |
| Olympisch kwalificatietoernooi CAVB           | 21 – 27 juni 2021      | Agadir        | 1        | Kenia |
| Olympisch kwalificatietoernooi CEV            | 21 – 27 juni 2021      | Den Haag      | 1        | Nederland |
| Olympisch kwalificatietoernooi CSV            | 21 – 27 juni 2021      | Asuncion      | 1        | Argentinië |
| Olympisch kwalificatietoernooi NORCECA        | 21 – 27 juni 2021      | Colima        | 1        | Cuba |
| Totaal                                        |                        |               | 24       | |

### Zaalvolleybal
Bij zowel de mannen als de vrouwen waren er twaalf plaatsen voor het olympisch zaalvolleybaltoernooi. Gastland Japan was verzekerd van deelname aan beide evenementen. De overige elf plaatsen werden opgevuld door de zes winnaars van de internationale olympische kwalificatietoernooien en de vijf winnaars van de continentale olympische kwalificatietoernooien.

#### Mannen
| Toernooi                                          | Datum                | Locatie         | Plaatsen | Gekwalificeerd   |
| ------------------------------------------------- | -------------------- | --------------- | -------- | ---------------- |
| Gastland                                          | 7 september 2013     | –               | 1        | Japan            |
| Internationaal olympisch kwalificatietoernooi I   | 9 – 11 augustus 2019 | Varna           | 1        | Brazilië         |
| Internationaal olympisch kwalificatietoernooi II  | 9 – 11 augustus 2019 | Rotterdam       | 1        | Verenigde Staten |
| Internationaal olympisch kwalificatietoernooi III | 9 – 11 augustus 2019 | Bari            | 1        | Italië           |
| Internationaal olympisch kwalificatietoernooi IV  | 9 – 11 augustus 2019 | Gdańsk / Sopot  | 1        | Polen            |
| Internationaal olympisch kwalificatietoernooi V   | 9 – 11 augustus 2019 | Sint-Petersburg | 1        | Russische ploeg  |
| Internationaal olympisch kwalificatietoernooi VI  | 9 – 11 augustus 2019 | Ningbo          | 1        | Argentinië       |
| Olympisch kwalificatietoernooi AVC                | 7 – 12 januari 2020  | Jiangmen        | 1        | Iran             |
| Olympisch kwalificatietoernooi CAVB               | 7 – 11 januari 2020  | Caïro           | 1        | Tunesië          |
| Olympisch kwalificatietoernooi CEV                | 5 – 10 januari 2020  | Berlijn         | 1        | Frankrijk        |
| Olympisch kwalificatietoernooi CSV                | 10 – 12 januari 2020 | Santiago        | 1        | Venezuela        |
| Olympisch kwalificatietoernooi NORCECA            | 10 – 12 januari 2020 | Vancouver       | 1        | Canada           |
| Totaal                                            |                      |                 | 12       |                  |

#### Vrouwen
| Toernooi                                          | Datum               | Locatie                   | Plaatsen | Gekwalificeerd         |
| ------------------------------------------------- | ------------------- | ------------------------- | -------- | ---------------------- |
| Gastland                                          | 7 september 2013    | –                         | 1        | Japan                  |
| Internationaal olympisch kwalificatietoernooi I   | 2 – 4 augustus 2019 | Wrocław                   | 1        | Servië                 |
| Internationaal olympisch kwalificatietoernooi II  | 2 – 4 augustus 2019 | Ningbo                    | 1        | China                  |
| Internationaal olympisch kwalificatietoernooi III | 2 – 4 augustus 2019 | Shreveport / Bossier City | 1        | Verenigde Staten       |
| Internationaal olympisch kwalificatietoernooi IV  | 2 – 4 augustus 2019 | Uberlândia                | 1        | Brazilië               |
| Internationaal olympisch kwalificatietoernooi V   | 2 – 4 augustus 2019 | Kaliningrad               | 1        | Russische ploeg        |
| Internationaal olympisch kwalificatietoernooi VI  | 2 – 4 augustus 2019 | Catania                   | 1        | Italië                 |
| Olympisch kwalificatietoernooi AVC                | 6 – 12 januari 2020 | Nakhon Ratchasima         | 1        | Zuid-Korea             |
| Olympisch kwalificatietoernooi CAVB               | 4 – 9 januari 2020  | Yaoundé                   | 1        | Kenia                  |
| Olympisch kwalificatietoernooi CEV                | 5 – 12 januari 2020 | Apeldoorn                 | 1        | Turkije                |
| Olympisch kwalificatietoernooi CSV                | 7 – 9 januari 2020  | Bogotá                    | 1        | Argentinië             |
| Olympisch kwalificatietoernooi NORCECA            | 9 – 12 januari 2020 | Santo Domingo             | 1        | Dominicaanse Republiek |
| Totaal                                            |                     |                           | 12       |                        |

## Competitieschema
Hieronder volgt het competitieschema van het volleybal op de Olympische Zomerspelen 2020. Beide onderdelen vingen op 24 juli 2021 aan met wedstrijden in de groepsfase. De finales voor het beach- en zaalvolleybal waren respectievelijk op 6 en 7 augustus en op 7 en 8 augustus 2021.
| GF | Groepsfase | ⅛ | Achtste finale | ¼ | Kwartfinale | ½ | Halve finale | T | Troostfinale | F | Finale |

| Datum →     | 24    | 25    | 26    | 27    | 28    | 29    | 30    | 31    | 1     | 2     | 3     | 4     | 5     | 6     | 6     | 7     | 7     | 8     | 8     |       |       |       |       |       |       |
| Onderdeel ↓ | 24    | 25    | 26    | 27    | 28    | 29    | 30    | 31    | 1     | 2     | 3     | 4     | 5     | 6     | 6     | 7     | 7     | 8     | 8     |       |       |       |       |       |       |
| Beach       | Beach | Beach | Beach | Beach | Beach | Beach | Beach | Beach | Beach | Beach | Beach | Beach | Beach | Beach | Beach | Beach | Beach | Beach | Beach | Beach | Beach | Beach | Beach | Beach | Beach |
| ----------- | ----- | ----- | ----- | ----- | ----- | ----- | ----- | ----- | ----- | ----- | ----- | ----- | ----- | ----- | ----- | ----- | ----- | ----- | ----- | ----- | ----- | ----- | ----- | ----- | ----- |
| Mannen      | GF    | GF    | GF    | GF    | GF    | GF    | GF    | GF    |       | ⅛     |       | ¼     | ½     |       |       | T     | F     |       |       |       |       |       |       |       |       |
| Vrouwen     | GF    | GF    | GF    | GF    | GF    | GF    | GF    | GF    | ⅛     |       | ¼     |       | ½     | T     | F     |       |       |       |       |       |       |       |       |       |       |
| Zaal        |       |       |       |       |       |       |       |       |       |       |       |       |       |       |       |       |       |       |       |       |       |       |       |       |       |
| Mannen      | GF    |       | GF    |       | GF    |       | GF    |       | GF    |       | ¼     |       | ½     |       |       | T     | F     |       |       |       |       |       |       |       |       |
| Vrouwen     |       | GF    |       | GF    |       | GF    |       | GF    |       | GF    |       | ¼     |       | ½     | ½     |       |       | T     | F     |       |       |       |       |       |       |

## Zaalvolleybal

### Mannen
Zie Volleybal op de Olympische Zomerspelen 2020 – Mannen (zaal)

### Vrouwen
Zie Volleybal op de Olympische Zomerspelen 2020 – Vrouwen (zaal)

## Beachvolleybal

### Mannen
Zie Beachvolleybal op de Olympische Zomerspelen 2020 (mannen)

### Vrouwen
Zie Beachvolleybal op de Olympische Zomerspelen 2020 (vrouwen)

## Medailles

### Beachvolleybal
| Onderdeel | Goud | Goud                       | Zilver | Zilver                                   | Brons | Brons                            |
| --------- | ---- | -------------------------- | ------ | ---------------------------------------- | ----- | -------------------------------- |
| Mannen    | NOR  | Anders Mol Christian Sørum | ROC    | Vjatsjeslav Krasilnikov Oleg Stojanovski | QAT   | Cherif Younousse Ahmed Tijan     |
| Vrouwen   | USA  | April Ross Alix Klineman   | AUS    | Taliqua Clancy Mariafe Artacho del Solar | SUI   | Anouk Vergé-Dépré Joana Heidrich |

### Zaalvolleybal
| Onderdeel | Goud             | Zilver          | Brons      |
| --------- | ---------------- | --------------- | ---------- |
| Mannen    | Frankrijk        | Russische ploeg | Argentinië |
| Vrouwen   | Verenigde Staten | Brazilië        | Servië     |

### Medaillespiegel
| Plaats | Land             | NOC    | Goud | Zilver | Brons | Totaal |
| ------ | ---------------- | ------ | ---- | ------ | ----- | ------ |
| 1      | Verenigde Staten | USA    | 2    | 0      | 0     | 2      |
| 2      | Frankrijk        | FRA    | 1    | 0      | 0     | 1      |
| 2      | Noorwegen        | NOR    | 1    | 0      | 0     | 1      |
| 4      | Russische ploeg  | ROC    | 0    | 2      | 0     | 2      |
| 5      | Brazilië         | BRA    | 0    | 1      | 0     | 1      |
| 5      | Australië        | AUS    | 0    | 1      | 0     | 1      |
| 7      | Argentinië       | ARG    | 0    | 0      | 1     | 1      |
| 7      | Servië           | SRB    | 0    | 0      | 1     | 1      |
| 7      | Qatar            | QAT    | 0    | 0      | 1     | 1      |
| 7      | Zwitserland      | SUI    | 0    | 0      | 1     | 1      |
| Totaal | Totaal           | Totaal | 4    | 4      | 4     | 12     |